# Mistrzostwa Europy w Lekkoatletyce 1969 – bieg na 1500 m kobiet

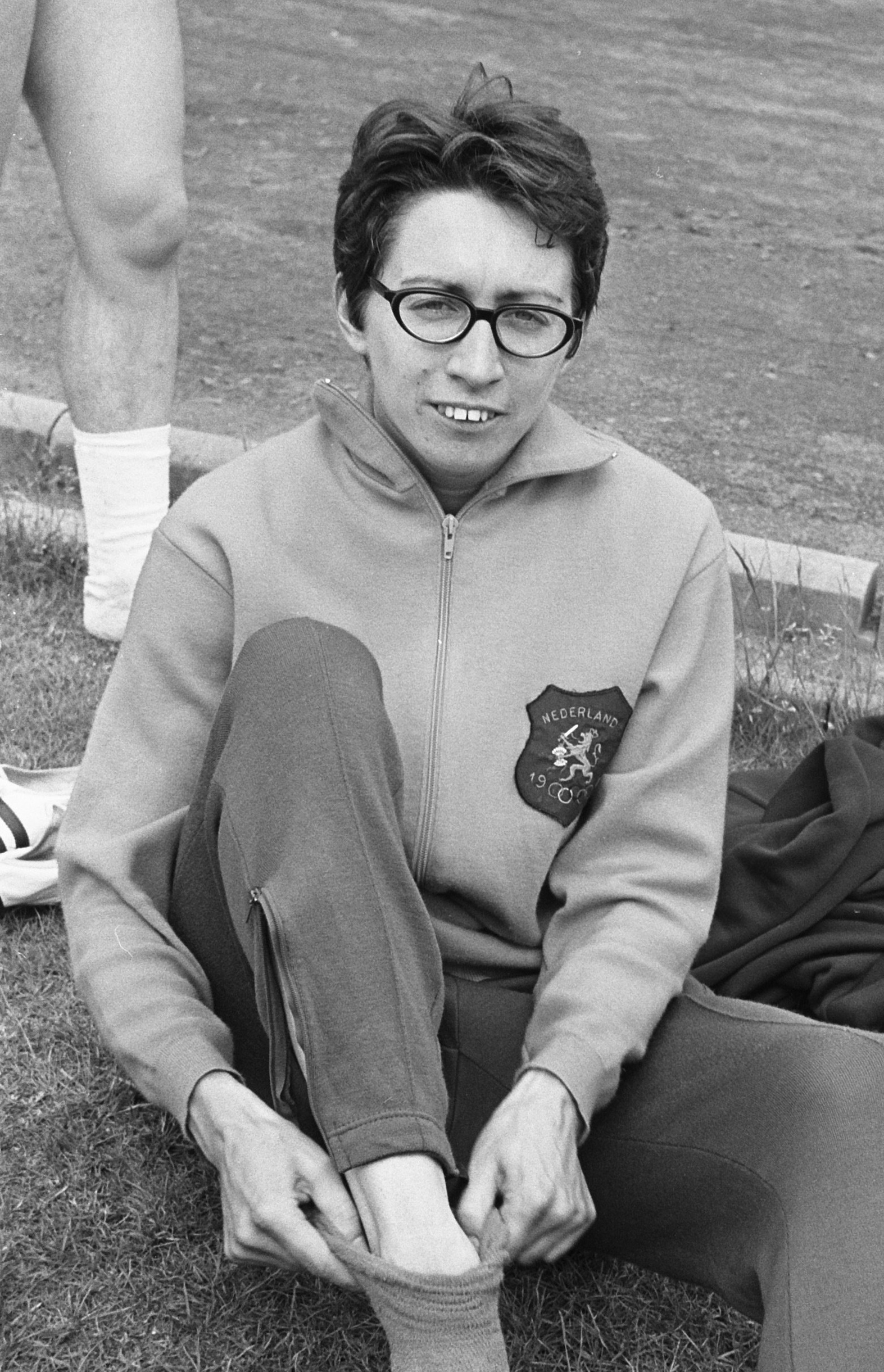
Mia Gommers

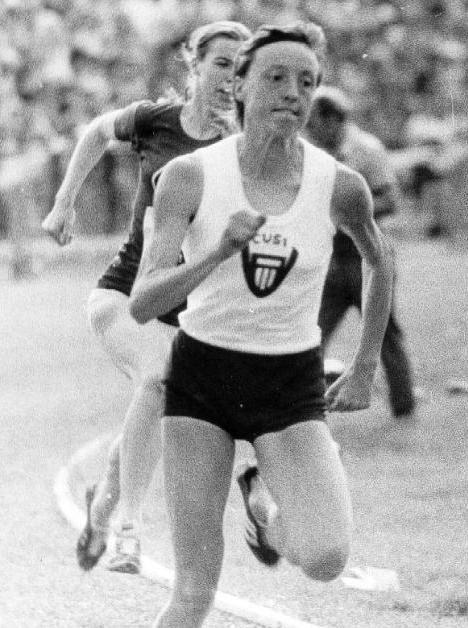
Paola Pigni

Bieg na dystansie 1500 metrów kobiet był jedną z konkurencji rozgrywanych podczas IX Mistrzostw Europy w Atenach. Po raz pierwszy był rozegrany na mistrzostwach Europy. Biegi eliminacyjne zostały rozegrane 19 września, a bieg finałowy 20 września 1969 roku. Zwyciężczynią tej konkurencji została reprezentantka Czechosłowacji Jaroslava Jehličková, która ustanowiła w finale rekord świata czasem 4:10,7. W rywalizacji wzięły udział dwadzieścia dwie zawodniczki z trzynastu reprezentacji.

## Rekordy
| Rekord świata | Paola Pigni (ITA) | 4:12,4 | Mediolan, Włochy | 02.07.1969 |
| Rekord Europy | Paola Pigni (ITA) | 4:12,4 | Mediolan, Włochy | 02.07.1969 |

## Wyniki

### Eliminacje
Bieg 1
| Miejsce | Zawodniczka         | Czas   | Uwagi |
| ------- | ------------------- | ------ | ----- |
| 1       | Paola Pigni         | 4:17,2 | Q CR  |
| 2       | Rita Ridley         | 4:18,2 | Q     |
| 3       | Ludmiła Bragina     | 4:18,3 | Q     |
| 4       | Gunhild Hoffmeister | 4:18,4 | Q     |
| 5       | Ilja Keizer         | 4:18,6 | Q     |
| 6       | Emília Přivřelová   | 4:19,0 | Q     |
| 7       | Ludmiła Safonowa    | 4:21,3 |       |
| 8       | Wasiłena Amzina     | 4:22,2 |       |
| 9       | Maria Linca         | 4:24,6 |       |
| 10      | Zofia Kołakowska    | 4:25,4 |       |
| 11      | Anne O’Brien        | ??     |       |

Bieg 2
| Miejsce | Zawodniczka          | Czas   | Uwagi |
| ------- | -------------------- | ------ | ----- |
| 1       | Mia Gommers          | 4:17,9 | Q     |
| 2       | Anneloes Bosman      | 4:18,1 | Q     |
| 3       | Ałła Kolesnikowa     | 4:19,1 | Q     |
| 4       | Regine Kleinau       | 4:21,5 | Q     |
| 5       | Anne-Marie Nenzell   | 4:22,2 | Q     |
| 6       | Jaroslava Jehličková | 4:28,4 | Q     |
| 7       | María Budavári       | 4:31,6 |       |
| 8       | Thelwyn Bateman      | 4:35,2 |       |
| 9       | Angela Ramello       | 4:36,6 |       |
| 10      | Veselinka Milošević  | 4:36,9 |       |
| –       | Waltraud Pöhland     | DNF    |       |

### Finał
| Miejsce | Zawodniczka          | Czas    | Uwagi |
| ------- | -------------------- | ------- | ----- |
| 1       | Jaroslava Jehličková | 4:10,77 | WR    |
| 2       | Mia Gommers          | 4:11,9  | NR    |
| 3       | Paola Pigni          | 4:12,0  | NR    |
| 4       | Ludmiła Bragina      | 4:13,2  | NR    |
| 5       | Ilja Keizer          | 4:13,3  |       |
| 6       | Regine Kleinau       | 4:15,2  | NR    |
| 7       | Rita Ridley          | 4:15,9  | NR    |
| 8       | Anne-Marie Nenzell   | 4:16,6  | NR    |
| 9       | Anneloes Bosman      | 4:17,6  |       |
| 10      | Ałła Kolesnikowa     | 4:18,2  |       |
| 11      | Gunhild Hoffmeister  | 4:23,2  |       |
| 12      | Emília Přivřelová    | 4:32,8  |       |